# Tad Williams
Robert Paul Williams, detto Tad (San Jose, 14 marzo 1957), è uno scrittore statunitense, autore di diversi romanzi fantasy e di fantascienza, tra cui le serie Memory, Sorrow & Thorn, Otherland, Shadowmarch e Ordinary Farm Adventure (quest'ultima in collaborazione con la moglie Deborah Beale) e i romanzi autoconclusivi Il canto di Acchiappacoda e The War of the Flowers.
Nel luglio del 2006, Williams ha iniziato a pubblicare una miniserie di sei fumetti intitolata The Next. È programmata la realizzazione di una seconda serie dal titolo The Factory.Williams ha scritto inoltre Aquaman: Sword of Atlantis.

## Opere
Per ogni testo si indica la prima edizione nell'originale inglese e, se presente, la prima traduzione in lingua italiana. Le serie di romanzi interconnessi sono elencate cronologicamente, in base alla data di pubblicazione del primo episodio di ogni ciclo.

### Universo diOsten Ard
Il ciclo è composto da più sequenze interconnesse, elencate in base alla cronologia interna indicata dall'autore.

#### Prequel autoconclusivi
- Brothers of the Wind, DAW Collectors 1897, DAW Books, 2021.
- L'uomo tra le fiamme (The Burning Man) nell'antologia Legends (Legends: Short Novels by the Masters of Modern Fantasy), a cura di Robert Silverberg, Tor Books, 1998. Trad. Francesco Di Foggia in Legends. Secondo Volume, I Libri della Mezzanotte 9, Sperling & Kupfer, 2002.

#### Ciclo delle Tre Spade (Memory, Sorrow & Thorn)
1. Il trono del drago (The Dragonbone Chair), DAW Collectors 797, DAW Books, 1988. Trad. Marco Papi e Gaetano Luigi Staffilano, Biblioteca di Fantasy 14, Arnoldo Mondadori Editore, 1992.
2. La pietra dell'addio (Stone of Farewell), DAW Collectors 824, DAW Books, 1990. Trad. Marco Papi e Gaetano Luigi Staffilano, Biblioteca di Fantasy 19, Arnoldo Mondadori Editore, 1993.
3. La torre dell'angelo verde (To Green Angel Tower), DAW Collectors 906, DAW Books, 1993; ristampato in due tomi sottotitolati Parte Prima (Part 1 o Siege) e Parte Seconda (Part 2 o Storm), DAW Collectors 947 e 948, DAW Books, 1994. Trad. Gaetano Luigi Staffilano, 2 voll., IperFICTION, Interno Giallo, 1994.

#### Romanzo midquel
- The Heart of What Was Lost, DAW Collectors 1744, DAW Books, 2017.

#### The Last King of Osten Ard
1. The Witchwood Crown, DAW Collectors 1761, DAW Books, 2017.
2. Empire of Grass, DAW Collectors 1822, DAW Books, 2019.
3. Into the Narrowdark, DAW Books, 2022.
4. The Navigator's Children, in stesura.

### Elric di Melniboné
Williams ha composto un racconto con protagonista Elric di Melniboné, il personaggio creato da Michael Moorcock come parte del macro-ciclo del Campione Eterno, apparso in un'antologia di tributi a tale serie.
- "Go Ask Elric", nell'antologia Michael Moorcock's Elric: Tales of the White Wolf, a cura di Richard Gilliam e Edward E. Kramer, White Wolf Publishing, 1994.

### Sandman
Williams ha composto un racconto ambientato nell'universo di Sandman, il personaggio di fumetti creato da Neil Gaiman per DC Comics, apparso in un'antologia di tributi a tale serie.
- "La figlia dello scrittore" ("The Writer's Child"), nell'antologia The Sandman: Book of Dreams, a cura di Neil Gaiman e Edward E. Kramer, Harper Collins, 1996. Trad. ignota in Sandman. Il libro dei sogni, Magic Press Edizioni, 2005.

### Otherland
1. City of Golden Shadow, Legend, 1996.
2. River of Blue Fire, DAW Collectors 1090, DAW Books, 1998.
3. Mountain of Black Glass, DAW Collectors 1129, DAW Books, 1999.
4. Sea of Silver Light, DAW Collectors 1181, DAW Books, 2004.

Pertengono al ciclo anche un romanzo breve e un racconto autoconclusivi:
- The Happiest Dead Boy in the World, nell'antologia Legends II, a cura di Robert Silverberg, Harper Collins, 2003.
- "The Boy Detective of Oz", nell'antologia Oz Reimagined: New Tales from the Emerald City and Beyond, a cura di John Joseph Adams e Douglas Cohen, 47North, 2013.

### Shadowmarch
1. Shadowmarch, DAW Books, 2004.
2. Shadowplay, DAW Collectors 1393, DAW Books, 2007.
3. Shadowrise, DAW Collectors 1500, DAW Books, 2010.
4. Shadowheart, DAW Collectors 1526, DAW Books, 2010.

Pertiene al ciclo anche un racconto autoconclusivo:
- "The Terrible Conflagration at The Quiller's Mint", distribuito da Williams sul suo sito web personale nel maggio 2001.

### Farm Adventures
Serie composta in collaborazione con Deborah Beale.
1. The Dragons of Ordinary Farm, Klett-Cotta, 2009.
2. The Secrets of Ordinary Farm, Klett-Cotta, 2011.

### Ciclo della Terra Morente
Williams ha composto un racconto ambientato nel Ciclo della Terra morente creato da Jack Vance, apparso in un'antologia di tributi a tale serie.
- "La lamentabile tragedia comica (o la risibile commedia tragica) di Lixal Laqavee" ("The Lamentably Comical Tragedy (or the Laughably Tragic Comedy) of Lival Laqavee"), nell'antologia Songs of the Dying Earth: Stories in Honor of Jack Vance, a cura di George R. R. Martin e Gardner Dozois, Subterranean Press, 2009. In Storie dal crepuscolo di un mondo /2, trad. Pietro Formenton and Dario Rivarossa, Urania 1567, Arnoldo Mondadori Editore, marzo 2012.

### Bobby Dollar
1. The Dirty Streets of Heaven, DAW Collectors 1599, DAW Books, 2012.
2. Happy Hour In Hell, DAW Collectors 1630, DAW Books, 2013.
3. Sleeping Late on Judgement Day, DAW Collectors 1661, DAW Books, 2014.

### Romanzi auto-conclusivi
- Il canto di Acchiappacoda (Tailchaser's Song), DAW Books, 1985. Trad. Marco Papi, Omnibus, Arnoldo Mondadori Editore, 1986.
- Child of an Ancient City, Legend, 1992. Collaborazione con Nina Kiriki Hoffman.
- Caliban's Hour, Legend, 1994.
- Mirror World, HarperPrism, 1998.
- The War of the Flowers, DAW Collectors #255, DAW Books, 2003.

### Raccolte di racconti
- Rite: Short Work, Subterranean Press, 2006. Comprende il romanzo breve The Happiest Dead Boy in the World (afferente al ciclo di Otherland), diciotto racconti (fra cui l'omaggio a Elric) e sei articoli.
- A Stark and Wormy Knight, Beale-Williams Enterprise, 2011. Comprende undici racconti (fra cui uno di Shadowmarch), con introduzione di Williams stesso.
- The Very Best of Tad Williams, Tachyon Publications, 2014. Comprende diciassette racconti (fra cui uno di Otherland), con introduzione di Williams stesso.